# Communauté de communes des Portes Sud Périgord
La communauté de communes des Portes Sud Périgord (CCPSP) est une structure intercommunale française située dans le département de la Dordogne, en région Nouvelle-Aquitaine. Elle prend effet le 1er janvier 2014.

## Histoire
La création de la communauté de communes des Portes Sud Périgord a été actée par l'arrêté préfectoral no 2013147-0003 du 29 mai 2013.
Effective le 1er janvier 2014, elle est issue de la fusion de la communauté de communes du Pays issigeacois et de la communauté de communes Val et Coteaux d'Eymet. Ce nouvel ensemble comprend 25 communes, soit une population municipale de 8 437 habitants au recensement de 2021, sur un territoire de 286,66 km2.

## Administration
| Période                                  | Période    | Identité        | Étiquette | Qualité                                                                       |
| ---------------------------------------- | ---------- | --------------- | --------- | ----------------------------------------------------------------------------- |
| janvier 2014                             | avril 2014 | Jean Lacotte    | PCF       | Maire de Singleyrac (1971-2020) Retraité de la fonction publique territoriale |
| avril 2014 (réélu en juillet 2020)       | En cours   | Jérôme Bétaille | DVG       | Maire d'Eymet (depuis 2008)                                                   |
| Les données manquantes sont à compléter. |            |                 |           |                                                                               |

## Territoire communautaire

### Géographie physique
Située au sud  du département de la Dordogne, la communauté de communes des Portes Sud Périgord  regroupe 25 communes et présente une superficie de 279,3 km2.

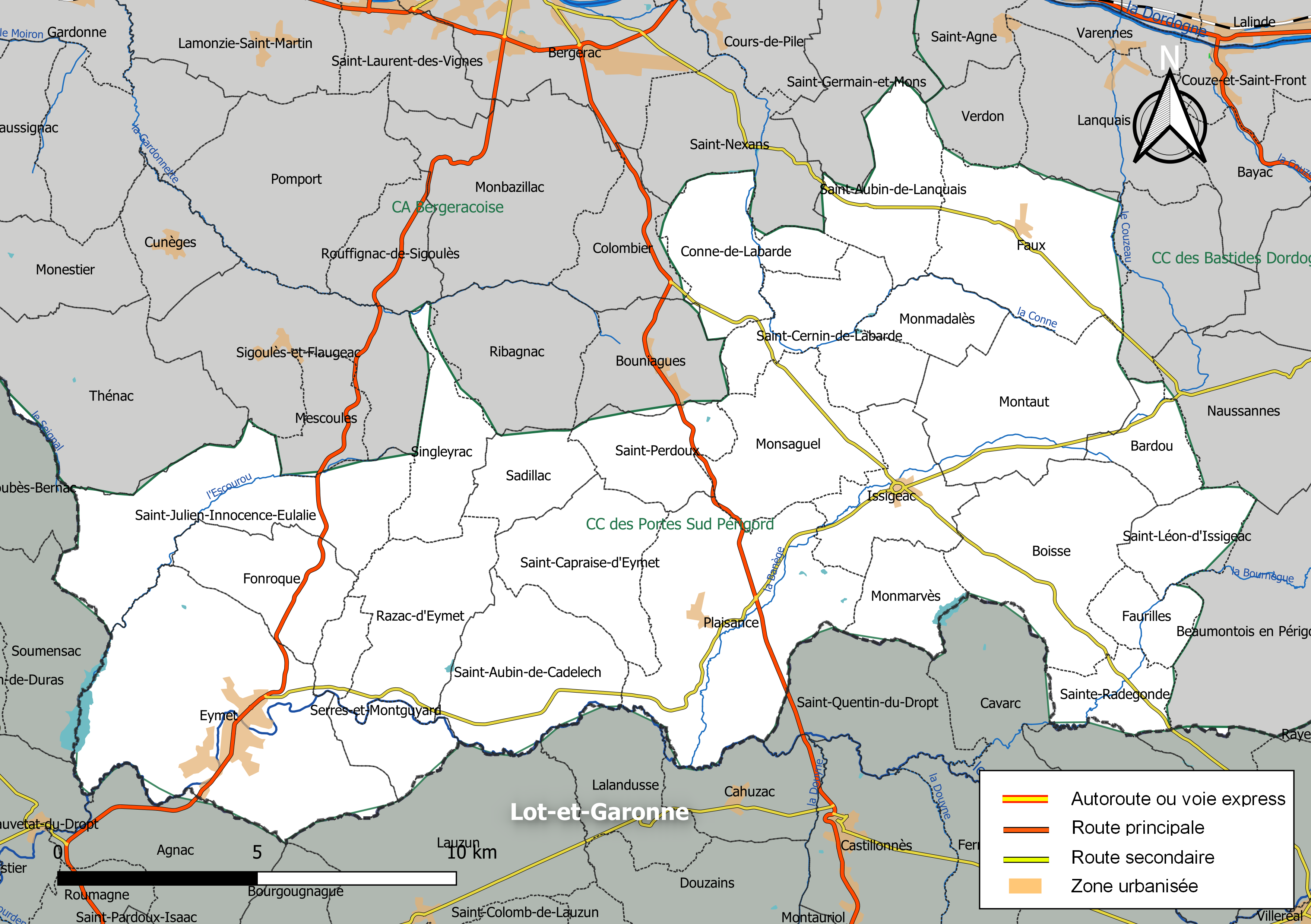
Carte de la communauté de communes des Portes Sud Périgord au 1er janvier 2019.

### Composition

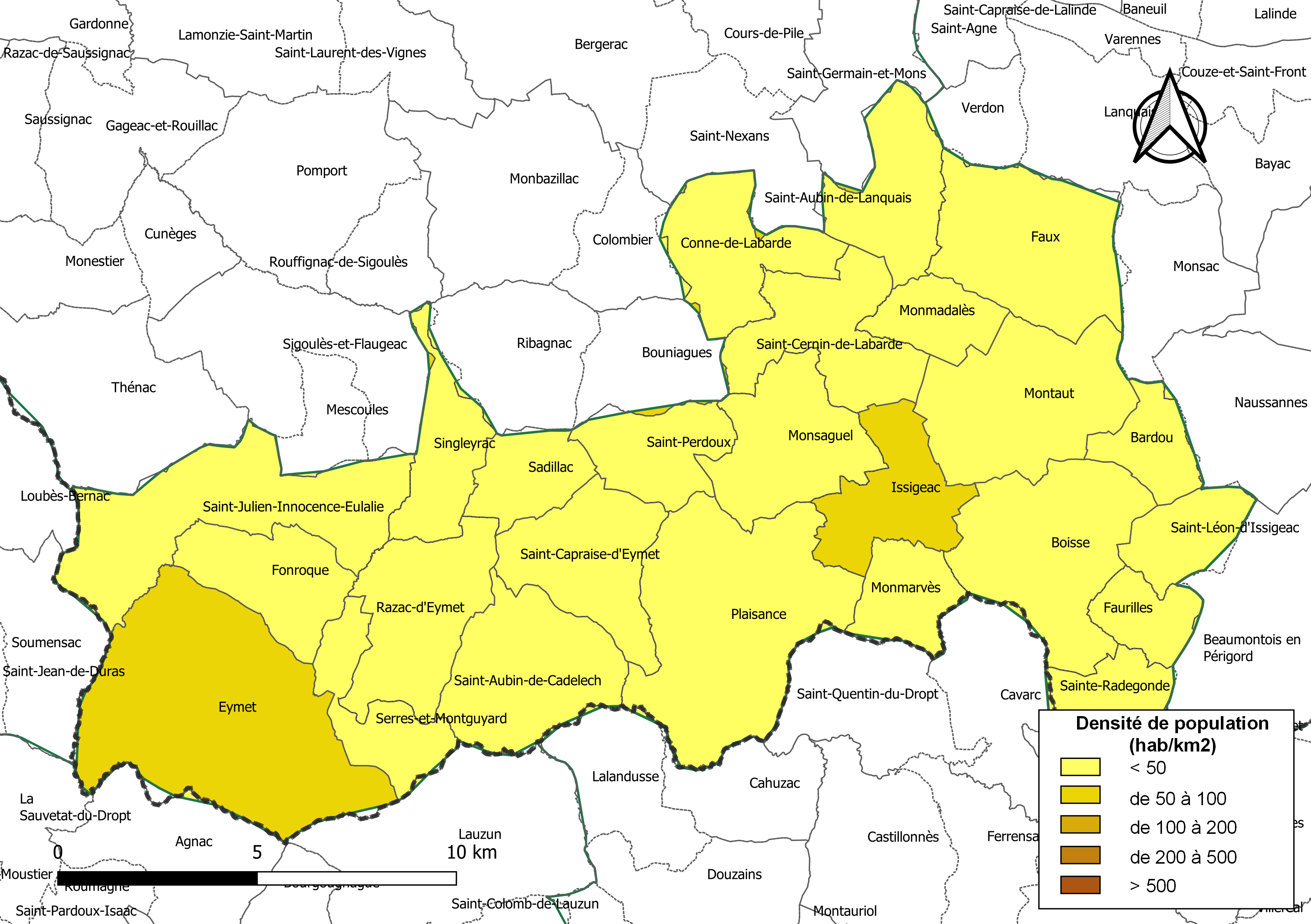
Carte des densités de population (millésimée 2016) des communes de la communauté de communes des Portes Sud Périgord. Composition en communes au 1er janvier 2019.

Regroupant initialement 28 communes, leur nombre passe à 27 au 1er janvier 2019, avec l'intégration de la commune de Flaugeac dans la commune nouvelle de Sigoulès-et-Flaugeac, rattachée à la communauté d'agglomération Bergeracoise.
La communauté de communes est composée des 25 communes suivantes :

| Nom                            | Code Insee | Gentilé            | Superficie (km2) | Population (dernière pop. légale) | Densité (hab./km2) |
| ------------------------------ | ---------- | ------------------ | ---------------- | --------------------------------- | ------------------ |
| Eymet (siège)                  | 24167      | Eymétois           | 31,25            | 2 553 (2022)                      | 82                 |
| Bardou                         | 24024      | Bardoviens         | 4,76             | 43 (2022)                         | 9                  |
| Boisse                         | 24045      | Boissiens          | 16,58            | 249 (2022)                        | 15                 |
| Conne-de-Labarde               | 24132      | Conois             | 10,05            | 255 (2022)                        | 25                 |
| Faurilles                      | 24176      | Faurillois         | 4,3              | 36 (2022)                         | 8,4                |
| Faux-en-Périgord               | 24177      | Fallois ou Fauxois | 16,07            | 669 (2022)                        | 42                 |
| Fonroque                       | 24186      | Fonroquois         | 9                | 333 (2022)                        | 37                 |
| Issigeac                       | 24212      | Issigeacois        | 9,16             | 748 (2022)                        | 82                 |
| Monmadalès                     | 24278      | Monmadalesiens     | 5,04             | 80 (2022)                         | 16                 |
| Monmarvès                      | 24279      |                    | 5,62             | 61 (2022)                         | 11                 |
| Monsaguel                      | 24282      | Monsaguelois       | 11,57            | 135 (2022)                        | 12                 |
| Montaut                        | 24287      | Montois            | 16,16            | 127 (2022)                        | 7,9                |
| Plaisance                      | 24168      | Plaisanciers       | 24,75            | 410 (2022)                        | 17                 |
| Razac-d'Eymet                  | 24348      | Razacois           | 12,28            | 321 (2022)                        | 26                 |
| Sadillac                       | 24359      | Sadillacois        | 5,63             | 102 (2022)                        | 18                 |
| Saint-Aubin-de-Cadelech        | 24373      | Saint Aubinois     | 13,66            | 347 (2022)                        | 25                 |
| Saint-Aubin-de-Lanquais        | 24374      | Saint-Aubinois     | 9,27             | 357 (2022)                        | 39                 |
| Saint-Capraise-d'Eymet         | 24383      | Saint Capraisiens  | 11,18            | 172 (2022)                        | 15                 |
| Saint-Cernin-de-Labarde        | 24385      |                    | 11,39            | 226 (2022)                        | 20                 |
| Saint-Julien-Innocence-Eulalie | 24423      |                    | 19,73            | 311 (2022)                        | 16                 |
| Saint-Léon-d'Issigeac          | 24441      | Saint Léonnais     | 5,68             | 146 (2022)                        | 26                 |
| Saint-Perdoux                  | 24483      | Saint-Perdoussiens | 7,43             | 142 (2022)                        | 19                 |
| Sainte-Radegonde               | 24492      |                    | 4,81             | 76 (2022)                         | 16                 |
| Serres-et-Montguyard           | 24532      |                    | 6,85             | 237 (2022)                        | 35                 |
| Singleyrac                     | 24536      | Singleyracois      | 7,09             | 314 (2022)                        | 44                 |

### Démographie
Le tableau et le graphique ci-dessous correspondent au périmètre actuel de la communauté de communes des Portes Sud Périgord, qui n'a été créée qu'en 2014.
| 1968  | 1975  | 1982  | 1990  | 1999  | 2008  | 2013  | 2019  |
| ----- | ----- | ----- | ----- | ----- | ----- | ----- | ----- |
| 8 450 | 7 866 | 7 715 | 7 649 | 7 546 | 7 820 | 8 265 | 8 417 |

## Représentation
À partir du renouvellement des conseils municipaux de mars 2014, le nombre de délégués siégeant au conseil communautaire est le suivant : vingt-cinq communes disposent d'un seul siège. Les trois autres en ont plus (deux pour Faux et Issigeac, et dix pour Eymet), ce qui fait un total de 39 conseillers communautaires.
Au renouvellement des conseils municipaux de mars 2020, le conseil communautaire de la communauté de communes se compose de 40 délégués représentant chacune des communes membres et élus pour une durée de six ans.
Ils sont répartis comme suit :
| Nombre de délégués | Communes                       |
| ------------------ | ------------------------------ |
| 12                 | Eymet                          |
| 3                  | Issigeac                       |
| 2                  | Faux-en-Périgord, Plaisance    |
| 1                  | chacune des 21 autres communes |